# Generali Deutschland

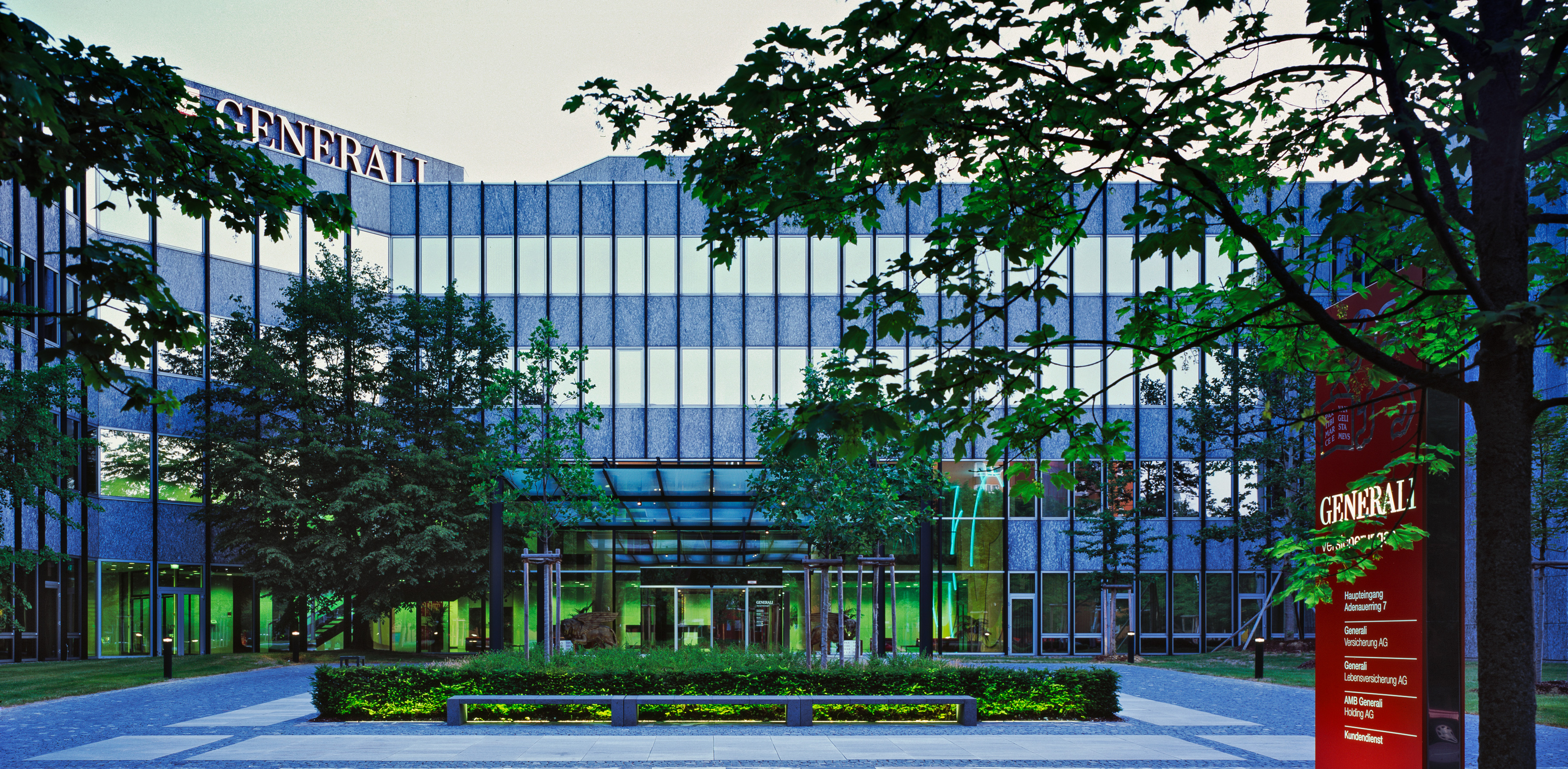
Sitz der Generali Deutschland AG in München

Die Generali Deutschland AG mit Hauptsitz in München ist eine deutsche Versicherungsgruppe. Sie besteht aus der Generali Deutschland als Dachgesellschaft und mehreren deutschen Versicherungsunternehmen.
Die Generali Deutschland ist mit rund 15 Milliarden Euro Beitragseinnahmen sowie mehr als 9 Millionen Kunden eine der größten Erstversicherungsgruppen in Deutschland. Sie ist ihrerseits im vollständigen Besitz der italienischen Assicurazioni Generali.

## Geschäftstätigkeit
Die Generali Deutschland ist aktiv in den Bereichen Lebensversicherung, Krankenversicherung, Kompositversicherung, Kunstversicherung für private und gewerbliche Kunden, Rechtsschutzversicherung, Reiseversicherung sowie weiteren Finanzdienstleistungen.

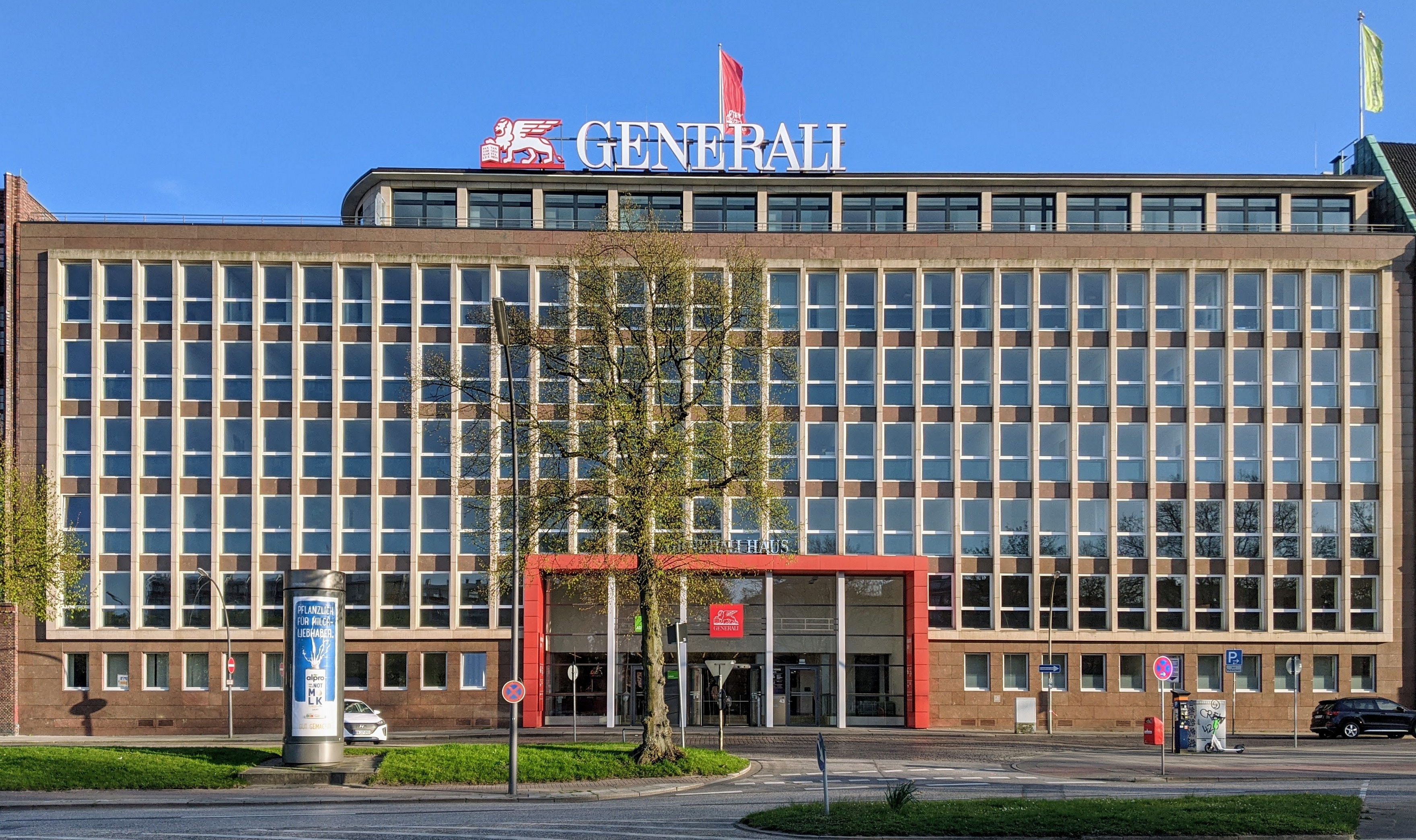
Generali-Haus am Besenbinderhof in Hamburg, ehemals Zentrale der gewerkschaftseigenen Volksfürsorge

Unter dem Dach der Generali Deutschland arbeiten zahlreiche Versicherer und Finanzdienstleistungsunternehmen. Zur Generali Deutschland gehören:
- Generali Deutschland Lebensversicherung AG in München und Aachen
- Generali Deutschland Versicherung AG in München und Aachen
- Generali Deutschland Krankenversicherung AG in München und Köln
- ARTE Generali GmbH in München
- CosmosDirekt Lebensversicherungs-AG in Saarbrücken
- CosmosDirekt Versicherung AG in Saarbrücken
- Dialog Lebensversicherungs-AG in Augsburg
- Dialog Versicherung AG in München
- Advocard Rechtsschutzversicherung AG in Hamburg
- Deutsche Bausparkasse Badenia AG in Karlsruhe
- Envivas Krankenversicherung AG in Köln

Ferner gehören zur Generali Deutschland zahlreiche Spezialdienstleister:
- Generali Deutschland Pensionskasse AG (2024 an Frankfurter-Leben-Gruppe verkauft, umbenannt in Frankfurter Pensionskasse AG)
- Generali Pensionsfonds AG
- Generali Deutschland Services GmbH (GDS)
- Generali Pensions- und SicherungsManagement GmbH
- Generali Deutschland Gesellschaft für bAV mbh[6]
- Generali Vitality GmbH
- Cosmos Finanzservice GmbH

Die Volksfürsorge gehörte bis zum Ende ihrer Geschäftstätigkeit zu Generali. Die Generali Versicherungen waren ein deutsches Versicherungsunternehmen mit Hauptsitz in München.
Zudem hält Generali Deutschland einen Anteil von 40 % am Finanzvertrieb Deutsche Vermögensberatung AG.

## Geschichte
Der historische Ursprung der Generali Deutschland AG geht auf das Jahr 1824 zurück, als die Aachener Feuer-Versicherungs-Gesellschaft gegründet wurde. 1831 erfolgte die Umbenennung in Aachen-Münchener Feuer-Versicherungs-Gesellschaft (meist kurz Aachen-Münchener), die im 19. und 20. Jahrhundert kontinuierlich wuchs und ihre Geschäftstätigkeit ausbaute. Seit 1923 bietet beispielsweise die Aachen-Münchener zudem Haftpflicht-, Unfall-, Kraftfahrzeug- und Transportversicherungen an. Infolge der widrigen wirtschaftlichen Umstände während der Hochinflation schlossen sich in den 1920er Jahren viele Versicherungsgesellschaften zusammen. Kapitalverflechtungen führten zu Gruppenbildungen in der deutschen Assekuranz. Im Zuge dieser Entwicklung übernahm die kapitalstarke Aachen-Münchener 1924 die 1853 in Erfurt gegründete Thuringia Versicherung AG (ursprünglich Thuringia Eisenbahn- und allgemeine Rückversicherungs-Gesellschaft, zwischenzeitlich Versicherungsgesellschaft Thuringia zu Erfurt). Es folgten weitere Übernahmen wie etwa die der Oldenburger Versicherungs-Gesellschaft 1964 und der Cosmos Allgemeine Versicherungs-AG 1972, die bereits 1982 in den Direktvertrieb einstieg. Bereits 1970 war die Aachen-Münchener Feuer-Versicherungs-Gesellschaft in die Aachen-Münchener Versicherungs-AG umgewandelt worden. Ende der 1970er Jahre wurden die ersten rechtlichen Fundamente für die heutige Konzern-Struktur gelegt. Die Aachen-Münchener Versicherungs-AG wurde in die AMB Aachen-Münchener Beteiligungs-AG und in eine Holding-Gesellschaft umgewandelt, die vom operativen Geschäft getrennt ist.

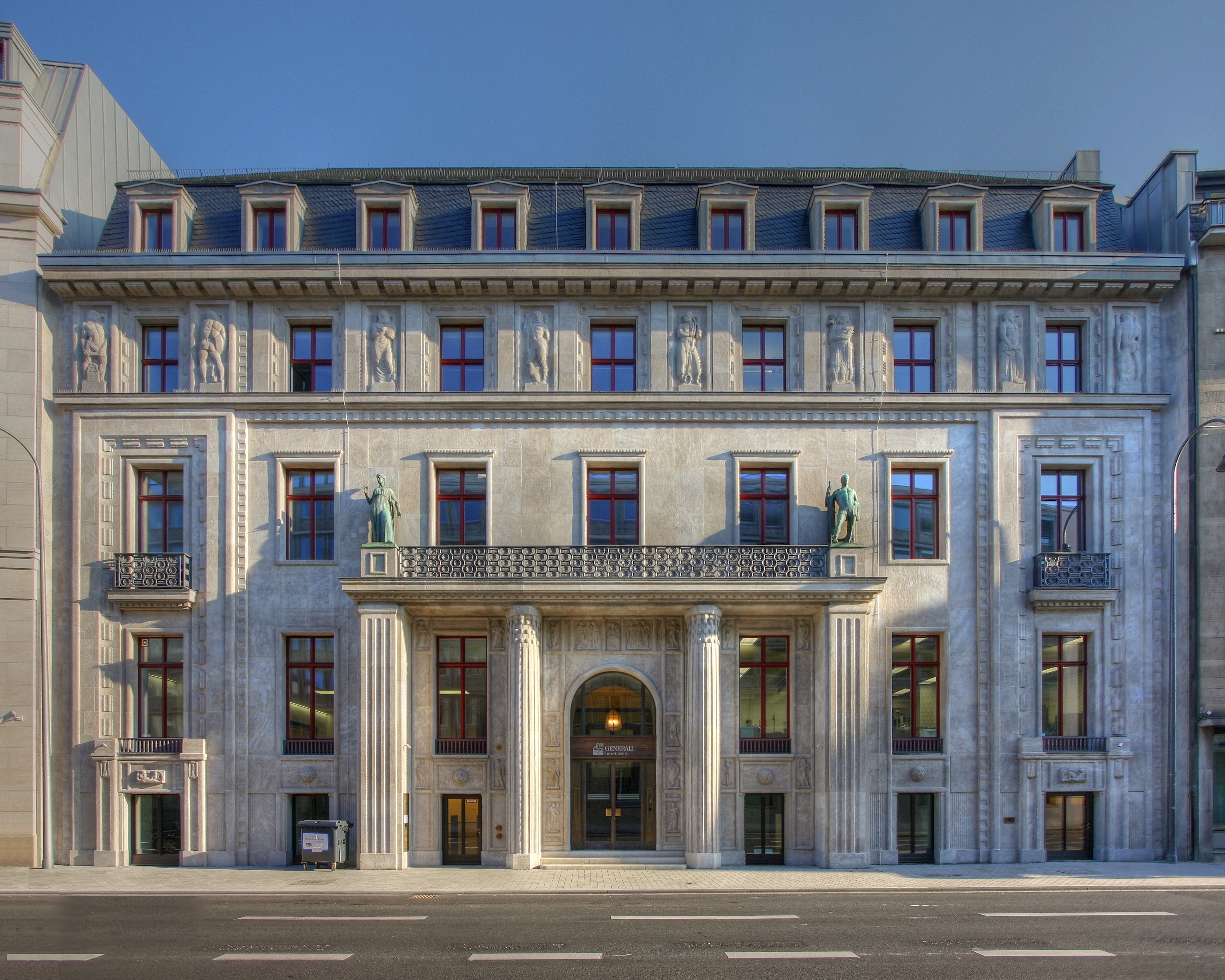
Ehemaliges Gebäude des Barmer Bankvereins bzw. der Commerzbank in Köln

1998 erwarb die italienische Assicurazioni Generali eine Mehrheitsbeteiligung von gut 65 % an der AMB Aachener und Münchener Beteiligungs-AG, die sie in der Folgezeit kontinuierlich ausbaute. Damit gelangten unter anderem die Generali-Versicherungen in den Konzern. 2001 erfolgte die Umbenennung in AMB Generali Holding AG. Es folgten weitere Umfirmierungen und Fusionen, ehe im Juni 2009 die AMB ihren Unternehmenssitz von Aachen nach Köln verlegte und dort den neu erbauten Bürokomplex „Dominium“ an der Tunisstraße bezog. In den Komplex wurde auch das unter Denkmalschutz stehende ehemalige Gebäude des Barmer Bankvereins (1932 auf die Commerzbank fusioniert), Unter Sachsenhausen 21–27, sowie eine Sandsteinfassade an der Komödienstraße integriert.
Im November 2002 wurde der frühere deutsche Bundeskanzler Helmut Kohl in den Aufsichtsrat berufen. Im Januar 2004 verkaufte die Allianz AG ihren 9,5-prozentigen Aktienanteil.
Die größte Veränderung der letzten Jahre stellt die Berufung von Giovanni Liverani zum CEO dar. Er verkündete im Frühjahr 2015 seine neue Strategie für die Generali Deutschland, in deren Zuge die Generali Deutschland und die Generali Versicherungen verschmolzen, ein neues Geschäftsmodell in der Lebensversicherung etabliert und Kosten gesenkt wurden. In diesem Zusammenhang beschloss das Unternehmen auch eine Umbenennung in Generali Deutschland AG und den Umzug von Köln in die bayerische Landeshauptstadt München. Die Fortsetzung der neuen Strategie ließ Liverani im Herbst 2017 verlautbaren. Diese sieht die Konzentration auf nur noch drei Marken in Deutschland (Generali, CosmosDirekt, Dialog), den Run-off der Generali-Lebensversicherung und im persönlichen Vertrieb einen Exklusivvertrieb durch den Kooperationspartner Deutsche Vermögensberatung vor. Im Zuge des One-Company Modells wurde am 1. Juli 2020 die Central Krankenversicherung AG in Generali Deutschland Krankenversicherung AG und die AachenMünchener Lebensversicherung in Generali Deutschland Lebensversicherung AG umbenannt.

## Verkauf von Lebensversicherungsverträgen
2018 geriet Generali für den Verkauf von 4 Millionen deutschen Lebensversicherungsverträgen an Viridium in die Kritik, welcher zu 80 % im Eigentum des Finanzinvestors Cinven steht. Am 5. Juli 2018 gab Generali die Veräußerung von 89,9 % der Anteile an der stillgelegten deutschen Tochter Generali Leben bekannt. Rund vier Millionen Kunden mit garantierten Kapitalanlagen in Höhe von 37 Milliarden Euro wurden somit an das Bestandsmanagement-Unternehmen Viridium mit Sitz in Neu-Isenburg weitergegeben, das 2014 als Gemeinschaftsunternehmen der Finanzinvestoren Cinven und Hannover Rück gegründet wurde. Durch den Verkauf hatte die Generali Gesamteinnahmen von 1,9 Milliarden Euro, weil zusätzlich zum Kaufpreis auch Darlehen an den Konzern zurückgeführt wurden. Die deutsche Finanzaufsicht BaFin stimmte der Transaktion im April 2019 zu. Frank Grund, Exekutivdirektor Versicherungs- und Pensionsfondsaufsicht der Finanzaufsicht BaFin, äußerte sich dazu im April 2019: „Ein externer Run-off darf nicht verteufelt werden“.
Im Oktober 2019 wurde die bisherige Generali Lebensversicherung in Proxalto Lebensversicherung umbenannt, um mögliche Verwechslungen mit von der Generali in Deutschland unter ihrem Markennamen angebotenen Lebensversicherungsprodukten und daraus resultierende mögliche Irritationen bei Kunden zu vermeiden.

## Kennzahlen
Das Operating Result der Generali in Deutschland lag im Geschäftsjahr 2022 bei 996 Mio. € (+2,1 % ggü. VJ). Bundesweit hat die Versicherungsgruppe mehr als 9 Mio. Kundinnen und Kunden.

## Gremien
Vorsitzender des Vorstands ist seit 2022 Stefan Lehmann. Weiterhin im Vorstand sind Katrin Gruber, Milan Novotný, Ulrich Ostholt, Jochen Petin, Uli Rothaufe, Jean-Pierre Schmid, Roland Stoffels, Marcela Středová und Robert Wehn.
Der Aufsichtsratsvorsitzende ist Giulio Terzariol.

## Smart-Insurance-Produkte
2015 verkündete CEO Liverani zudem die neue Digitalisierung-Strategie. Sie sieht die Einführung sogenannter Smart-Insurance-Produkte vor, bei der digitale Technologien und Versicherungen kombiniert werden. Dabei wird die Generali in den Bereichen E-Health, Telematik und Smart Home tätig sein. Im Mittelpunkt steht die Idee, dank IoT-Nutzung präventiv Schäden zu vermeiden.
Die Strategie sah unter anderem eine Kooperation mit der Alphabet-Tochter Nest Labs vor.
2016 führte die Generali Deutschland das Vitality Programm in Deutschland ein und gründete die rechtlich unabhängige Generali Vitality GmbH. Das Programm fördert eine gesundheitsbewusste Lebensweise. 2019 stieg Generali mit „Arte Generali“ in das globale Kunstversicherungsgeschäft ein.
Für die Einführung eines Programms, das für den Besuch von Fitnessstudios Vergünstigungen beim Einkauf von bestimmten Produkten bietet, wurde die Gesellschaft 2016 mit dem Negativ-Preis Big Brother Award „ausgezeichnet“.

## Marketing

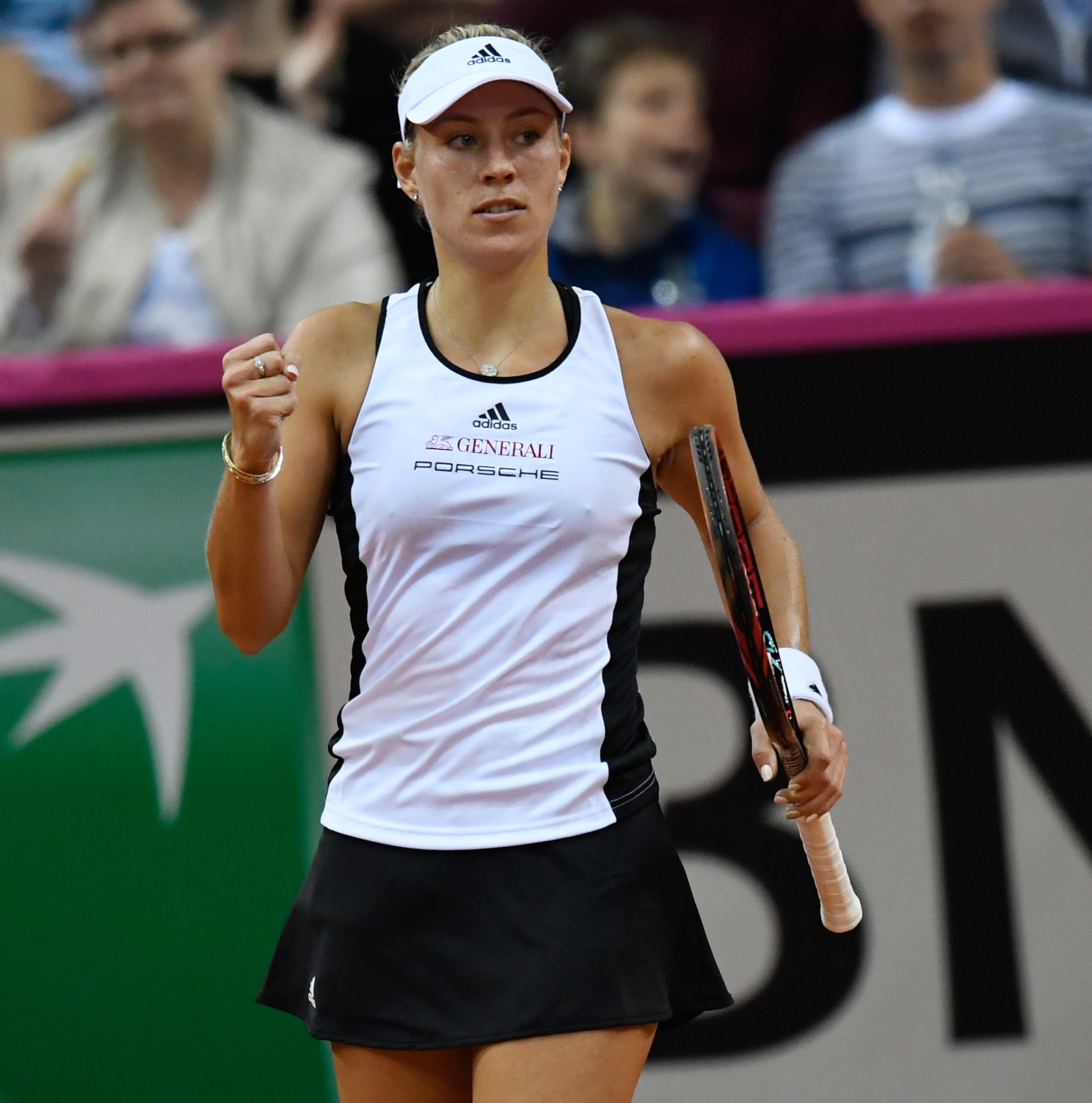
Angelique Kerber als Markenbotschafterin der Generali

Die Generali tritt im Marketing bundesweit mit dem Slogan „Aus Versicherung wird Verbesserung“ auf. Im Dezember 2016 verkündete die Generali, dass die Tennisspielerin Angelique Kerber als neue Markenbotschafterin auftreten wird. Das Engagement beinhaltet unter anderem TV-Spots zu den Smart Insurance-Produkten.
Seit 2017 ist der Versicherer auch Trikotsponsor von Kerber, die den Markuslöwen der Generali trägt. Zudem fungiert Angelique Kerber auch als Schirmherrin der Sponsoring-Kampagne Generali bewegt Deutschland, mit der die Generali überregionale wie lokale Laufsport-Veranstaltungen unterstützt. Im Herbst 2020 startete die Generali Group ihre erste weltweite Markenkampagne „Reditude“. In Deutschland lautet das Motto der Kampagne „Gemeinsam für Dich“. Seit 2022 sind die Generali Deutschland und die Deutsche Vermögensberatung AG (DVAG) nationaler Förderer der Deutschen Sporthilfe und „Offizieller Versicherer Sporthilfe-geförderter Nachwuchs- und Spitzensportler:innen“.

## Aktie
Die Generali Deutschland Holding AG war als Inhaberaktie im Segment Prime Standard notiert. Im März 2011 wechselte die Aktie in den General Standard. Die Assicurazioni Generali, Triest, als Mutterkonzern hielt im Juli 2013 einen Anteil von insgesamt 95,96 % an der Generali Deutschland. Im Mai 2014 wurden die verbliebenen Minderheitsaktionäre per Squeeze-Out abgefunden und ausgeschlossen. Die Börsennotierung wurde kurze Zeit später eingestellt.

## Gesellschaftliches Engagement
Das gesellschaftliche Engagement der Generali Deutschland geht zurück auf den Gründer der Aachener und Münchener Feuerversicherung, David Hansemann. Diese hatte 1824 verfügt, dass jeweils die Hälfte des jährlichen Gewinns für soziale und kulturelle Zwecke über den zu diesem Zweck gegründeten Aachener Verein zur Beförderung der Arbeitsamkeit eingesetzt werden solle. Ein Beispiel hierfür ist die 1858 an König Friedrich III. überreichte Spende der Aachener und Münchener Mobiliar-Feuer-Versicherungs-Gesellschaft für wohltätige Zwecke in Höhe von 5.000 Talern. Sie bildete die Anschubfinanzierung für die Gründung einer polytechnischen Schule in Aachen, der späteren Rheinisch Westfälischen Technischen Hochschule (RWTH Aachen). Daraus entstand 1865 im Sinne der Stiftungsverfügung von David Hansemann unter anderem die Idee der Gründung der Friedrich-Wilhelm-Stiftung zur fortlaufenden Unterstützung der Hochschule. Zweite Stiftung, die heute unter dem Dach der Generali Deutschland agiert, ist die 1962 gegründete Carl-Arthur Pastor-Stiftung.
Zentrales CSR-Projekt ist seit 2017 das The Human Safety Net. Dabei handelt es sich um eine internationale Initiative der Assicurazioni Generali. In Deutschland will die Generali benachteiligte Kinder und Flüchtlinge unterstützten. Ziel ist es, diesen umfangreiche Unterstützung in Form von Mentoring, Coaching etc. zukommen zu lassen und so die Bildungschancen zu verbessern. Bei Flüchtlingen zielt man insbesondere darauf, sie bei der Existenzgründung zu unterstützen. In Zusammenhang mit der Covid-19-Pandemie hat die Generali Deutschland AG einen Nothilfefonds in Höhe von 30 Millionen Euro aufgestellt. Unterstützt werden durch den Notfallfonds Kunden, Geschäftspartner und andere Stakeholder, die durch die Covid-19-Pandemie und deren Auswirkungen schwer getroffen wurden.